# Eriophora collina
Eriophora collina är en spindelart som först beskrevs av Eugen von Keyserling 1886.  Eriophora collina ingår i släktet Eriophora och familjen hjulspindlar.
Artens utbredningsområde är Queensland. Inga underarter finns listade i Catalogue of Life.